# ヤコプ・グレーン・イェンスン
ヤコプ・グレーン・イェンスン（デンマーク語: Jakob Green Jensen、1982年7月10日 - ）は、デンマークのハンドボール選手。
2002年TMSレングステズからハンドボルド・リーガエン（1部）のGOGスヴェンボーTGIに移籍、6シーズン在籍後に2.ディヴィション（3部）のAGハンドボル（2010年にFCKハンドボルと合併しAGコペンハーゲン）へ移籍した。2011年より、1部のチーム・トヴィース・ホルステブロー（2016年よりTTHホルステブロー）に移籍した。2015年夏に3年契約で1.ディヴィション（2部）のチーム・スーハウスウーエン（Team Sydhavsøerne）に移籍した。
GOG在籍中にハンドボルド・リーガエンで2度、DHF杯で2度優勝している。
ハンドボールデンマーク代表にも選出され、10試合出場している。

## 注
1. ↑  2001年よりGOGとする資料もある[1]。